# Browar Rychnov nad Kněžnou
Browar Rychnov nad Kněžnou – czeski browar z siedzibą w mieście Rychnov nad Kněžnou (kraj hradecki).

## Historia
Tradycje piwowarskie miasta sięgają XVI wieku, kiedy to wystawiono w Rychnovie pałac Trčkův. W XIX wieku szlachta kolowratska odkupiła pałac od i przebudowała go na browar. Najpierw obsługiwała go sama, a później na zasadzie dzierżawy. W październiku 1913 wydzierżawiła go Janowi Mikšowi. W 1948 browar znacjonalizowano, a w 1962 zaprzestano tutaj produkcji piwa i obiekt przekształcono w fabrykę wód gazowanych. W 1993 całość, w mocno wyeksploatowanym stanie, restytuowano rodzinie Mikšów. Obiket był po tym roku rekonstruowany przez Jana Mikša, wnuka Jana seniora. Funkcjonuje tutaj nadal wytwórnia wód gazowanych (Podorlická sodovkárna), a od 2001 także wytwórnia moszczu. W 2003 otwarto destylarnię, a browar wznowił działalność w 2008. Od 2015 produkuje się tu też cydr. Przedsiębiorstwo organizuje festyny, m.in. powitanie wiosny i lata. Produkty dostępne są na miejscu, a poza tym głównie we wschodnich Czechach, regionie karkonoskim i dużych miastach, np. Pradze, czy Brnie.

## Produkty
W ofercie browaru znajdują się następujące piwa:
- Zilvar 10° (piwo beczkowe, z dwóch rodzajów chmielu – żateckiego czerwonego i wysokoprocentowego chmielu sládeckiego z pikantną goryczką),
- Kaštan 11° (piwo półciemne dolnej fermentacji o klarownej, bursztynowej barwie i lekko brązowej pianie; ma słodko-gorzki smak dzięki połączeniu różnych rodzajów słodu, przy czym w szczególności słód karmelowy decyduje o ostatecznym smaku; dominuje aromat karmelowy, współgrający z aromatem chmielowym),
- Kněžna 12° (klasyczny jasny lager typu czeskiego, warzony według oryginalnej receptury Jana Mikša z lat 30. XX wieku, który do sieci detalicznej był dystrybuowany do 1961 roku pod nazwą 12st. Lager Rychnov; charakteryzuje się wyraźniejszą goryczką i pełniejszym smakiem; dłuższy okres leżakowania i dojrzewania piwa w tankach lagerowych nadaje napojowi elementy harmonizujące),
- piwa dostępne sezonowo: Bajza 13° (półciemne, specjalne, niefiltrowane piwo o zbalansowanym smaku i karmelowym aromacie), Jirsák 13° (złociste piwo dolnej fermentacji), Kvardian 14° (piwo ciemne, tradycyjnie spożywane po zakończeniu postów), Habrovák 15° (mocne piwo typu granat o słodkawym smaku i karmelowym aromacie)[2][3].

## Galeria

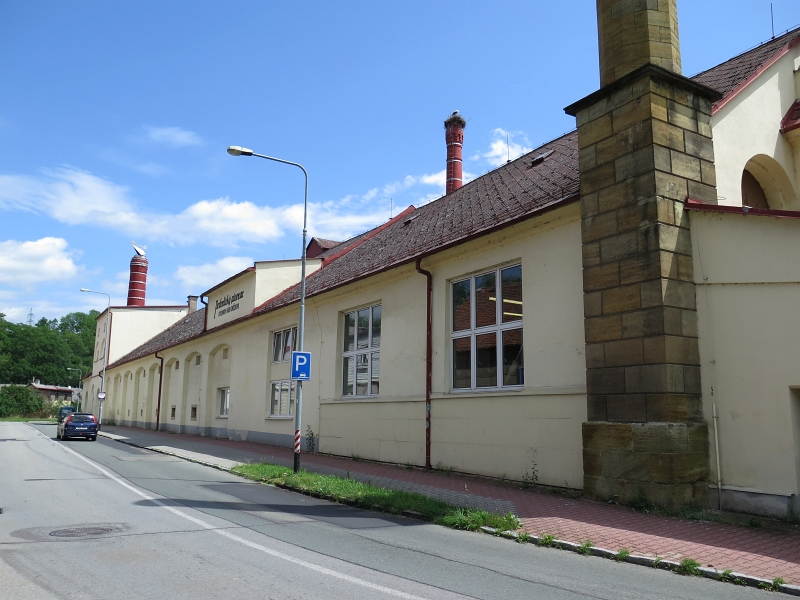
Zabudowania browaru
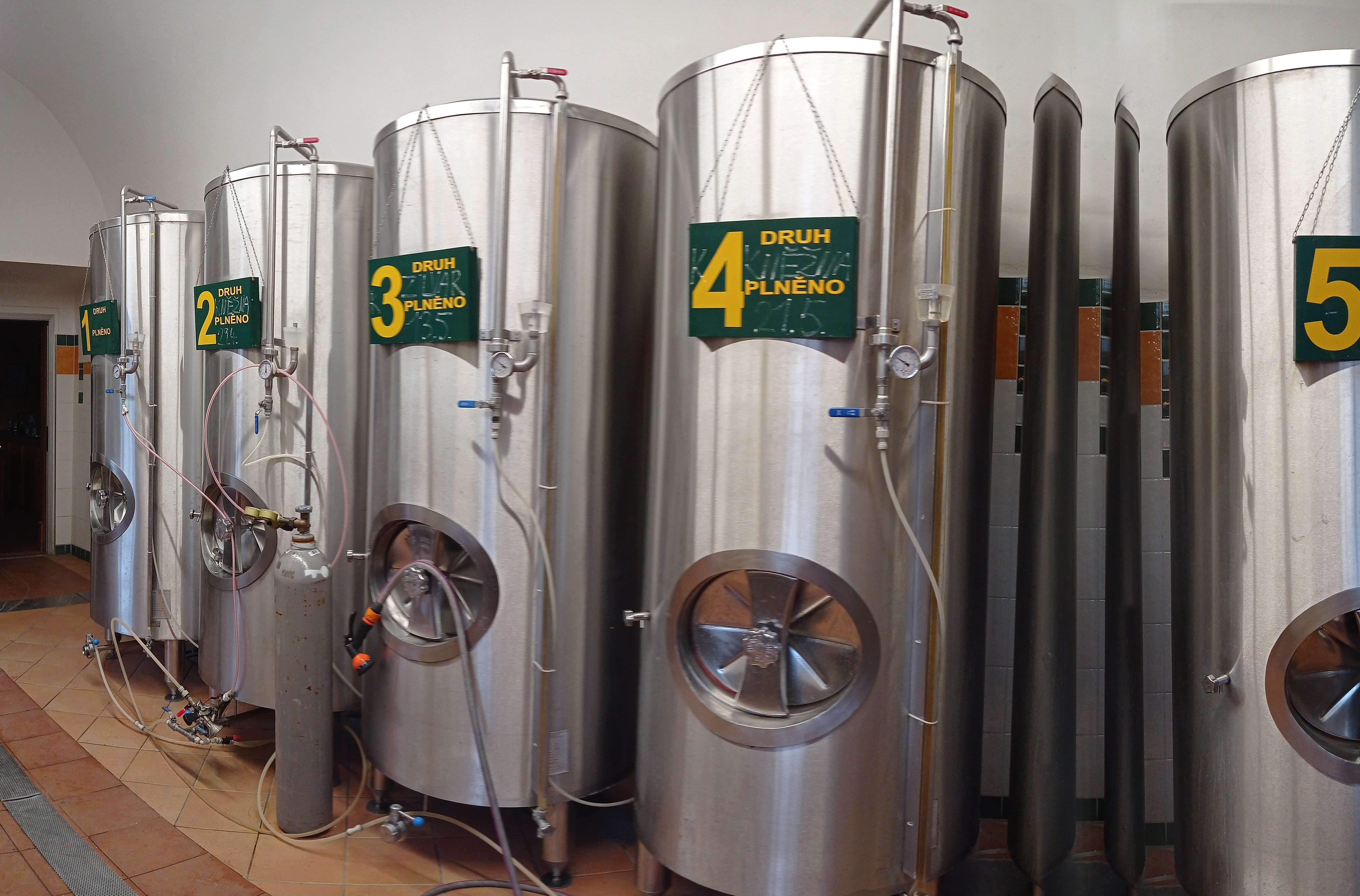
Tankofermentatory
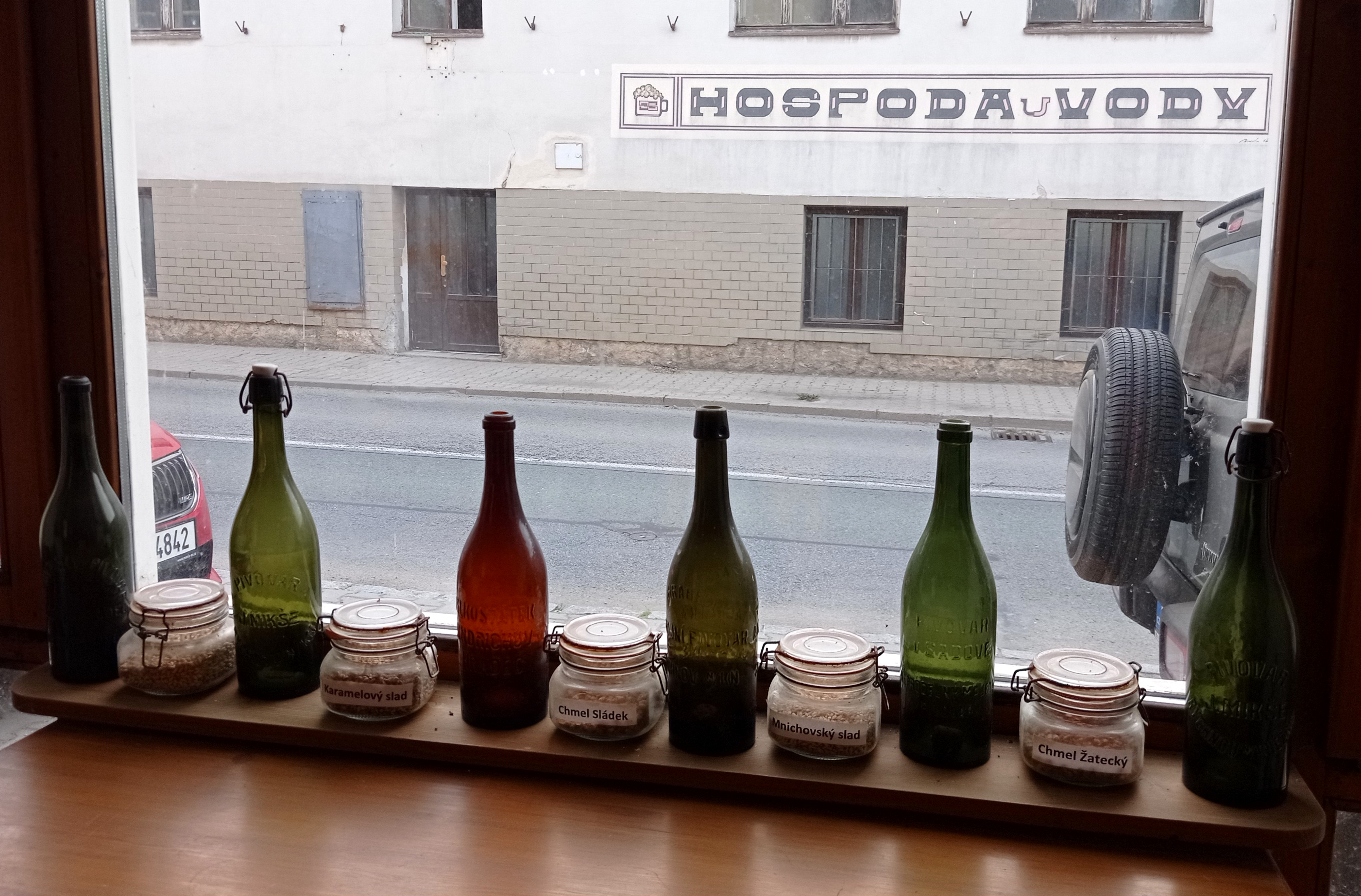
Historyczne butelki po piwie